# Улица Щусева (Великий Новгород)
Улица Щу́сева — одна из улиц Великого Новгорода. Находится на левом берегу реки Волхов, в северной части города. Начинается т-образным перекрёстком с Большой Санкт-Петербургской и проходит до Волхова. Протяжённость — 610 м.
Была образована решением Новгорисполкома 25 декабря 1973 года. Название получила в честь архитектора А. В. Щусева. Застроена многоквартирными жилыми домами.
Улица является первой из застроенных и самой крупной в данном районе, отчего существует устойчивое выражение «в районе улицы Щусева»
.